# Václav Ševčík
Václav Ševčík (* 6. prosince 1953 Blansko) je český hudebník, zpěvák a podnikatel. Spolu se svojí kolegyní a zároveň životní partnerkou Evou Ševčíkovou (umělecký pseudonym Eva Adams) tvořil po dlouhá léta duo známé jako Eva a Vašek. Kromě toho byl majitelem hudebního vydavatelství SURF.

## Dětství
Matka Václava Ševčíka pracovala, otec také, ale zároveň si přivydělával jako muzikant hrající na regionální úrovni. Celá rodina bydlela v klasickém panelovém domě. Vašek popisuje své dětství jako klidné a příjemné. Přes rok mu byl hlavní zábavou především sport a starání se o psího mazlíčka, léto pak trávil jako řada dětí v té době na venkově u své babičky, kde získal svůj vztah k přírodě a venkovskému prostředí.[zdroj?]
V době, kdy chodil na základní školu, začal také s muzikou – v hudební škole v Blansku se začal učit hrát na akordeon, což jej ale moc nebavilo. Ten pravý vztah k hudbě našel až v osmé třídě, kdy se začal učit hrát na kytaru a podle svých slov poznal, jaký má hudba vliv na lidi.[zdroj?]
Jeho matka jej v hudební kariéře příliš nepodporovala.[zdroj?] Jak Ševčík říká, „měla s muzikanty už své zkušenosti od otce a děda a věděla, že život hudebníka bývá občas divoký.“ Na druhou stranu otec měl pro něj větší pochopení, i když mu to v dětství nedával příliš najevo. Podle Ševčíkových slov si o hudbě pořádně povykládali, až když bylo Ševčíkovi přes čtyřicet.[zdroj?]
Do své první kapely se Václav Ševčík dostal po nástupu na učiliště, kde se učil studijní obor. Kapela se jmenovala Vermona a souvisela s činností tehdejší Lidové školy umění v Blansku. Bohužel její činnost se musela od LŠU oddělit kvůli stížnostem na výtržnosti, které se údajně měly dít po koncertech Vermony. Ševčík na toto téma uvedl: „Samozřejmě, na našich koncertech se pilo a posílení posluchači občas něco vyvedli, ale kde ne? Nemyslím si, že bychom jakkoliv překračovali meze tehdejší doby.“[zdroj?]
Ve své první kapele se Václav Ševčík stal kapelníkem. Tuto funkci později také plnil ve známější kapele SURF.[zdroj?]
Po střední škole se přihlásil na vojenskou školu v Brně, kam se také dostal. Domníval se, že tím jeho hudební život končí, ale šťastnou shodou náhod se mu podařilo dostat k vojenské kapele, kde se mimo jiné naučil hrát na bicí. Během svých vojenských let vystřídal ještě několik kapel, například Tempo ČKD či Radost Šošůvka.[zdroj?]

## Léta v armádě
Václav Ševčík nejprve absolvoval vojenskou školu, na které získal titul Ing. se zaměřením na spojařskou technologii a také hodnost důstojníka. Toto životní období popisuje v knihách Co Čech, to muzikant a Zlaté české ručičky, kde se snahou o humorné vyznění kritizuje poměry v tehdejší armádě.[zdroj?]
Stal se spojovacím náčelníkem praporu. Po roce byl povýšen na nadporučíka a dostal se na studia do Sovětského svazu, kde působil jako velitel spojařů. Po návratu se stal zástupcem velitele praporu. Ve svých třiceti letech byl povýšen na kapitána. Se svým projektem elektronické učebny Morseovy abecedy zvítězil v celostátní soutěži Zenit.[zdroj?]
Po konfliktu s nadřízenými se Václav Ševčík nechal přeložit do továrny do Adamova, kde se stal zástupcem vojenské správy. Podle jeho slov mu tato práce poskytla dostatečné množství volného času na to, aby se mohl věnovat muzice a připravit se na moment, kdy se jí bude naplno živit. Nakonec dosáhl hodnosti podplukovníka a roku 1992 z armády odešel.[zdroj?]

## Kapela Surf a duo Eva a Vašek
Kapela ze začátku hrávala na regionální úrovni, především při příležitostech jako byly svatby, vesnické zábavy apod. V této době se také setkal s Evou Dvořáčkovou a začal s ní hudebně spolupracovat.[zdroj?]
Po revoluci roku 1989 začal SURF jezdit hrát do zahraničí – nejprve do Rakouska, později do Španělska, Norska a dalších zemí Evropy. V této době se kapela mění na duo Eva a Vašek a orientuje se výhradně na zahraniční vystupování.
Poté bylo založeno hudební vydavatelství SURF, se kterým vznikly i další aktivity jako například SURF club. SURF začal kromě pořádání koncertů (jak doma, tak v cizině) vydávat CD a DVD, přičemž oběma činnostem se věnuje pod vedením Václava Ševčíka dodnes.[zdroj?]
V roce 2012 Václav Ševčík předběžně oznámil odchod do hudebního důchodu. Od té doby se soustředí na vlastní aktivity, především pokračování kariéry jeho partnerky Evy, která vystupuje pod uměleckým jménem Eva Adams zejména v USA, kde si manželé také pořídili dům na Floridě. Aktivní vystupování Václav výrazně omezil po mrtvici, kterou utrpěl v lednu 2023. Spolupráci s manželkou Evou pak ukončil jejich rozvod v létě 2024.

## Politika
Před rokem 1989 byl jako důstojník Československé lidové armády členem Komunistické strany Československa. Po určité období působil v armádě jako předseda základní organizace strany. V roce 2013 duo Eva a Vašek podpořilo hnutí Úsvit přímé demokracie Tomia Okamury. V roce 2024 uvedl, že vstoupil do hnutí Přísaha Róberta Šlachty a uvedl, že se chce aktivně účastnit jeho volebních kampaní.